# 訃報 1985年10月
訃報 1985年10月（ふほう 1985ねん10がつ）では、1985年（昭和60年）10月中に物故した、又は物故が報じられた人物についてまとめる。

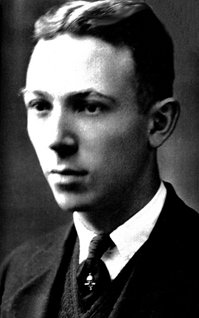
E・B・ホワイト / 10月1日没

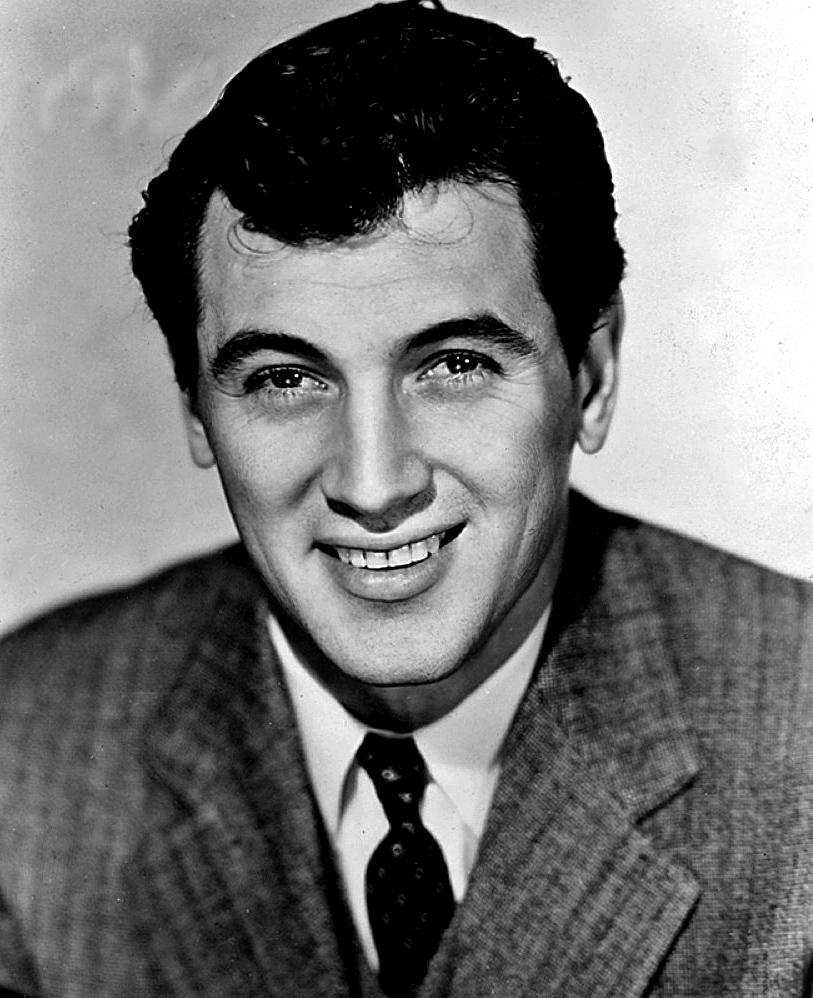
ロック・ハドソン / 10月2日没

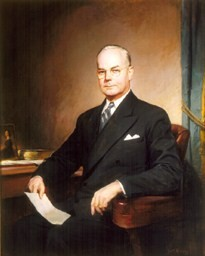
ジョン・スナイダー / 10月8日没

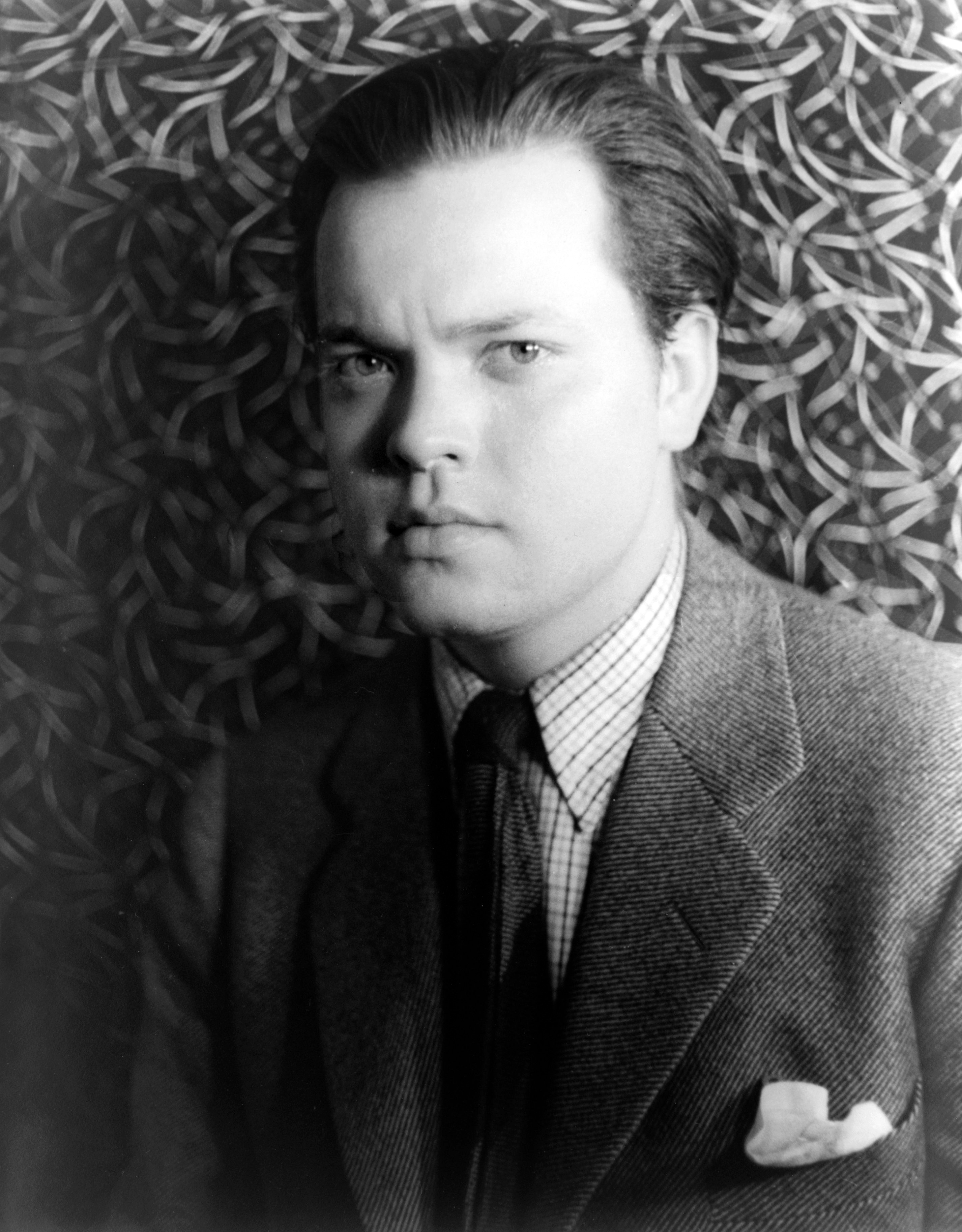
オーソン・ウェルズ / 10月10日没

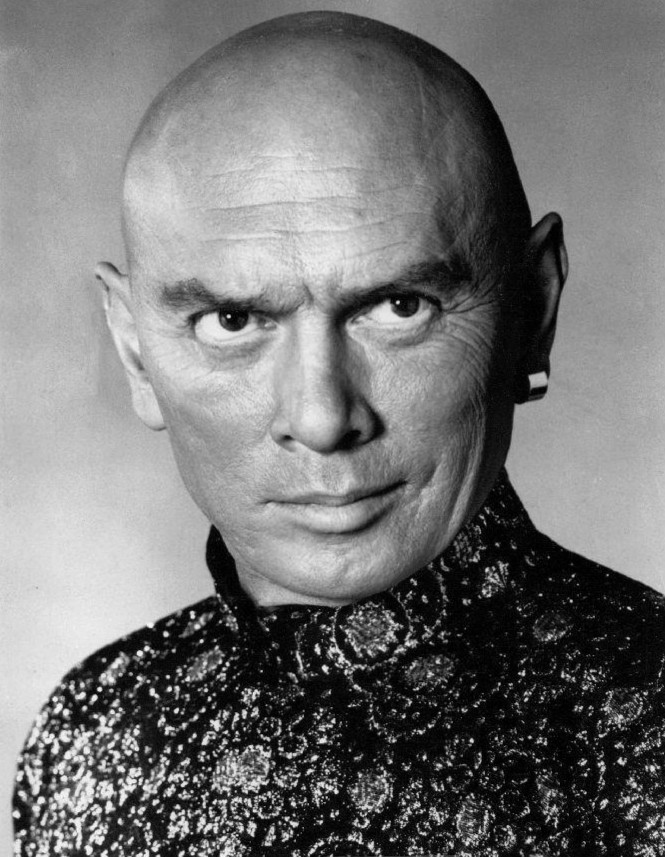
ユル・ブリンナー / 10月10日没

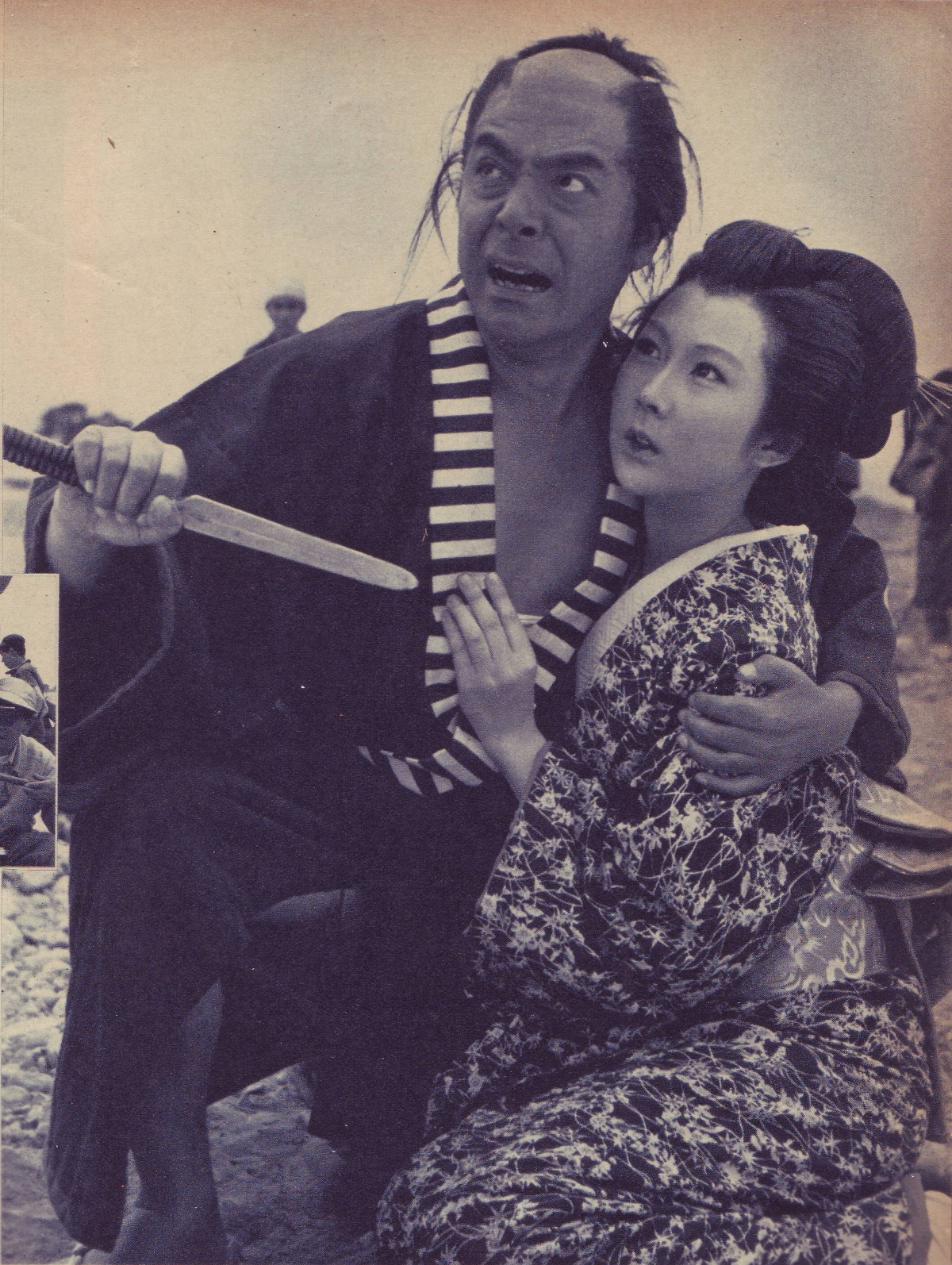
田崎潤（左） / 10月18日没

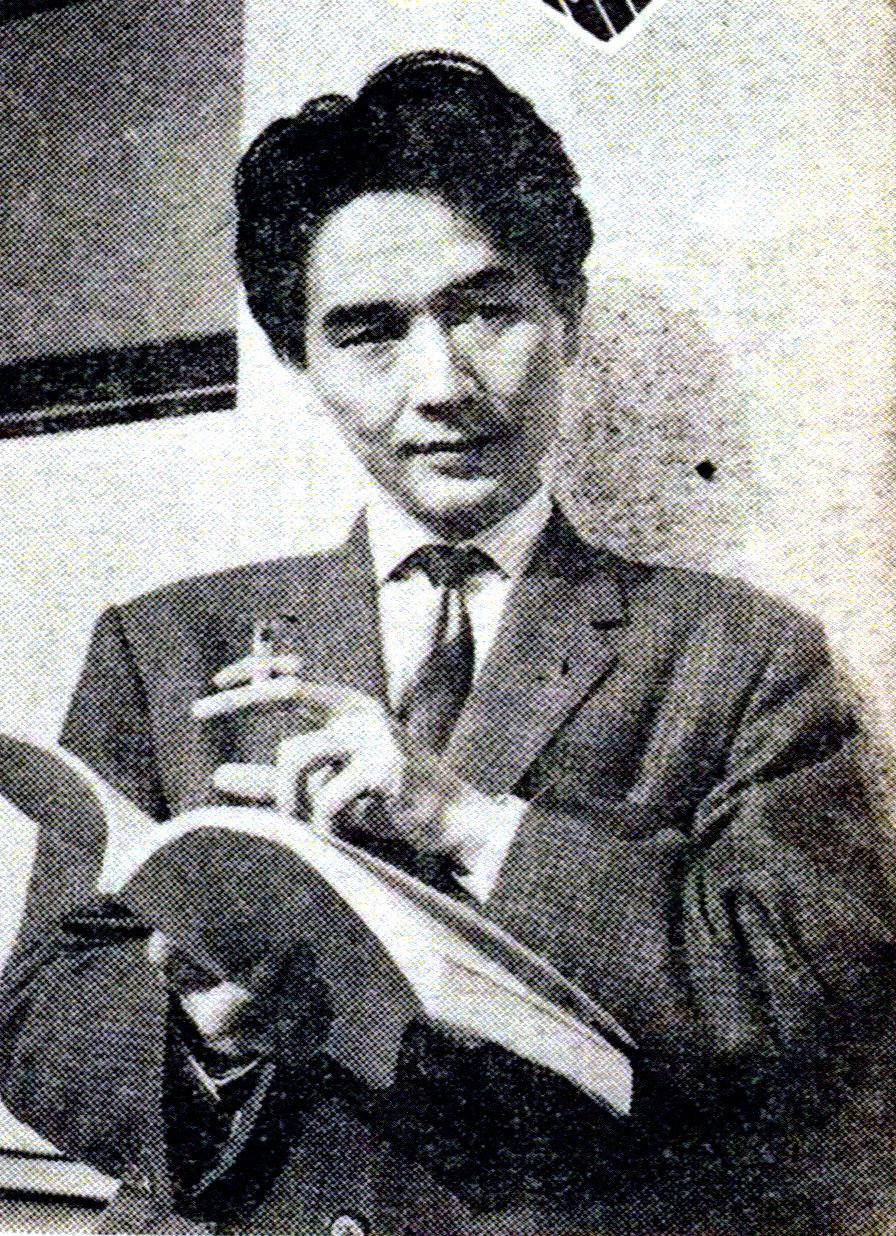
浦山桐郎 / 10月20日没

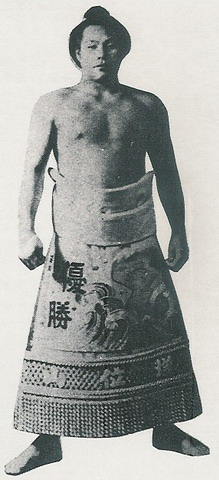
増位山大志郎 / 10月21日没

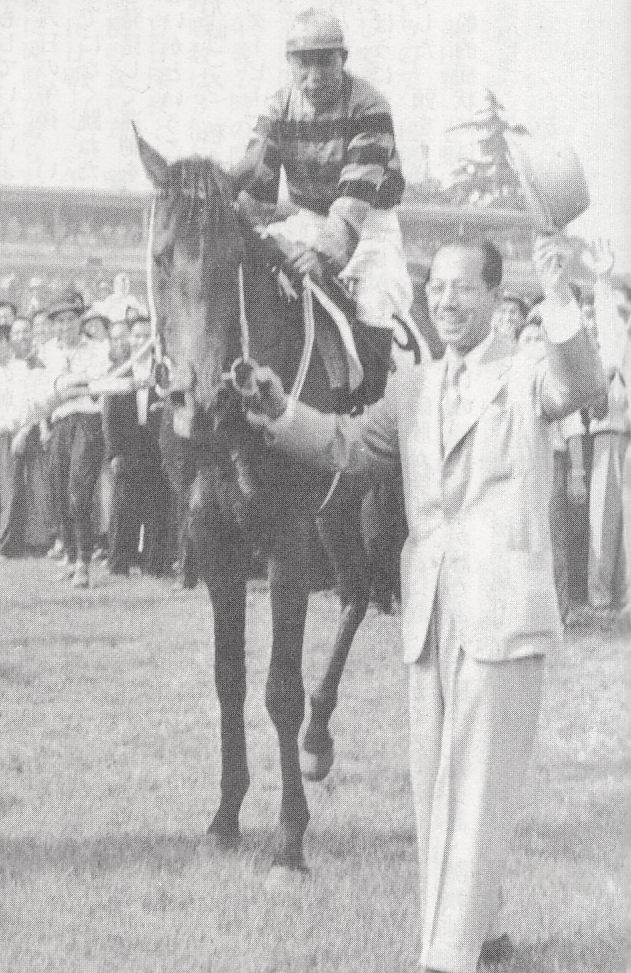
永田雅一（右） / 10月24日没

## （1日 - 15日）
- 10月1日 - E・B・ホワイト、作家（* 1899年）
- 10月2日 - ロック・ハドソン[1]、俳優（* 1925年）
- 10月8日 - ジョン・スナイダー、元アメリカ合衆国財務長官（* 1895年）
- 10月9日 - 松島彜、作曲家（* 1890年）
- 10月10日 - オーソン・ウェルズ、映画監督（* 1915年）
- 10月10日 - ユル・ブリンナー、俳優（* 1920年）
- 10月13日 - 川上宗薫、作家（* 1924年）
- 10月13日 - 蟹江栄司、俳優、声優、ナレーター（* 1941年）
- 10月14日 - エミール・ギレリス、ピアニスト（* 1916年）

## （16日 - 31日）
- 10月16日 - ピーター・ヤング、脚本家（* 1948年）
- 10月18日 - 田崎潤、俳優（* 1913年）
- 10月20日 - 浦山桐郎、映画監督（* 1930年）
- 10月21日 - 増位山大志郎、大相撲の力士・元大関（* 1919年）
- 10月24日 - 永田雅一、大映代表取締役社長・大毎オリオンズオーナー（* 1906年）
- 10月25日 - 物集高量、国文学者（* 1879年）
- 10月30日 - 斎藤隆介、作家（* 1917年）